# 4322 Billjackson
4322 Billjackson је астероид главног астероидног појаса са средњом удаљеношћу од Сунца која износи 2,276 астрономских јединица (АЈ).
Апсолутна магнитуда астероида је 14,3.